# Taft (Floryda)
Taft – jednostka osadnicza w Stanach Zjednoczonych, w stanie Floryda, w hrabstwie Orange.